# 六分儀

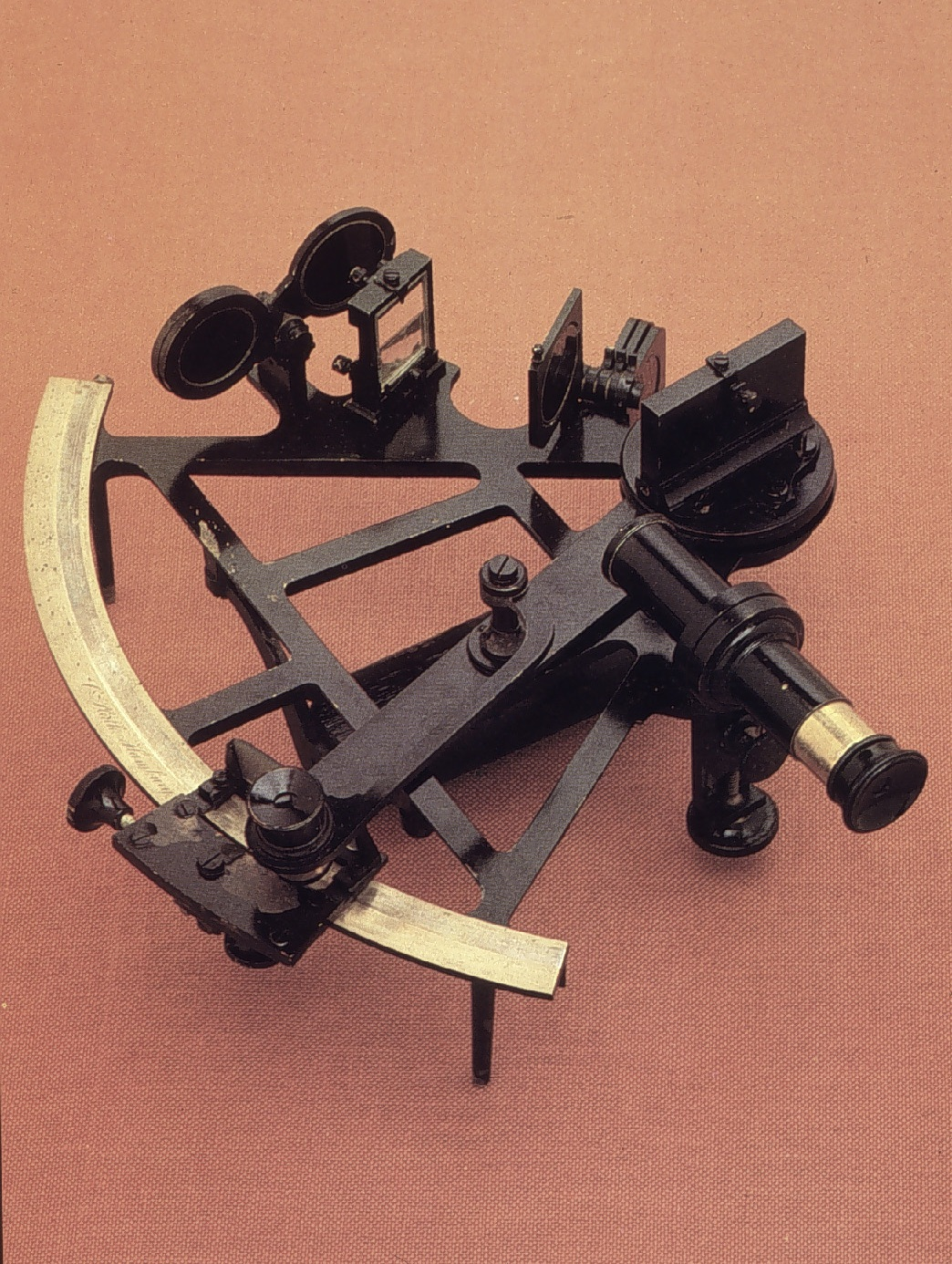
六分儀

六分儀（ろくぶんぎ、英語: sextant）は、2つの視認可能な物体間の角距離を測定するために用いられる道具であり、反射計器の一種である。
六分儀の主な用途は、天測航法のために天体と地平線との間の角度を測定することである。この角度（高度）の推定は、sighting object（対象に照準を合わせること）、shooting object、taking a sight（照準の捕捉）と呼ばれる。角度と測定した時刻から、海図上の位置線を計算できる。例えば、緯度を推定するには、南中時の太陽や北極星（北半球の場合）の高度を測る。高さがわかっている物標の見た目の角度を計測することでその物標までの距離を測ることができ、六分儀を水平に保持することで対象の2点間の角度を計測でき、ここから海図上の位置を推定することができる。また、月と天体 (例えば恒星や惑星) との間の角距離（月距）を測定することでグリニッジ標準時による時刻を計測でき、これにより経度が決定できる。
なお、「六分儀」という名前の由来は、六分儀の枠が1⁄6（60度）の扇形であることから。(詳細は#構成)

## 歴史
前史
航海で高度や角距離を測定するには、素朴な構造の四分儀のほうが古くから使われていた。船乗りによる四分儀の使用の記録は、少なくとも1200年代（13世紀）にまで遡ることができる。さらに言うと、四分儀を天体の高度の測定のために使った記録ならば、プトレマイオスの『アルマゲスト』（西暦150年頃の書）にまで遡る。
八分儀から六分儀へ
1730年、ジョン・ハドリーによって八分儀（オクタント）が開発された。だが、八分儀は測定できる角度が小さいという難点があったため、航海用六分儀が、1731年頃にジョン・ハドリー（1682年-1744年）とトーマス・ゴッドフリー（1704年-1749年）によって最初に実装された。
アイザック・ニュートン（1643年-1727年）が未発表の書簡の中で六分儀の原理に触れていることも後に発見されている。
日本では江戸時代、三浦梅園が安永7年（1778年）に長崎で八分儀を実見した。嘉永6年（1853年）序の佐十郎恒光編『六分円器量地手引草』によれば、文政年間から六分儀が使用されていたと分かる。

## 航海用六分儀

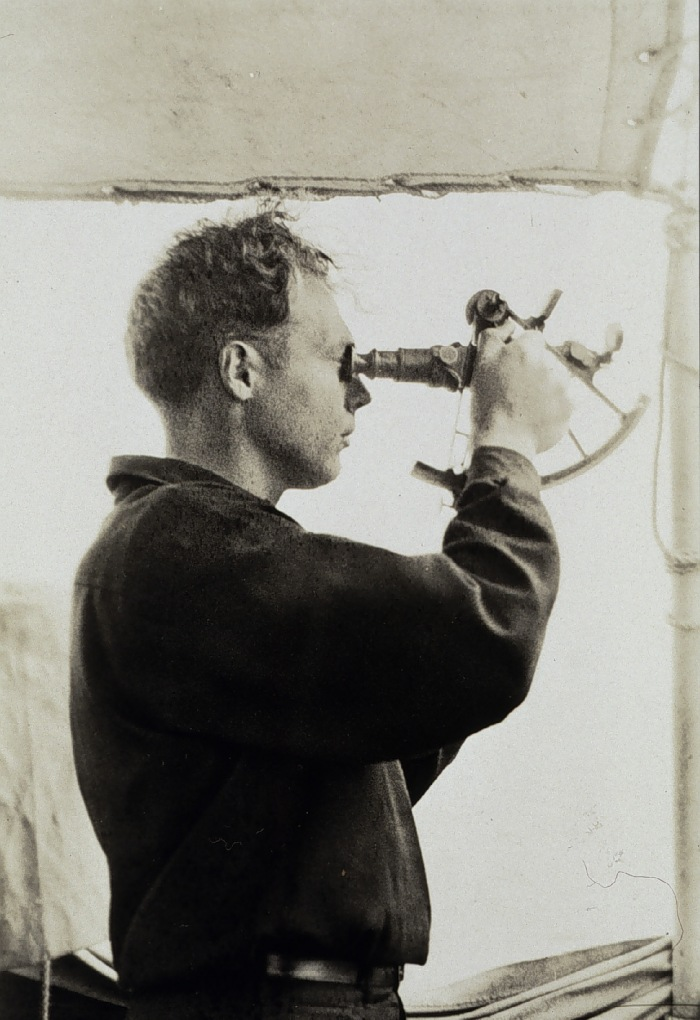
六分儀の使用

この節では、航海用六分儀について説明する。航海用六分儀について述べられていることの大半は、他の種類の六分儀にも当てはまる。航海用六分儀は主に天測航法用に使われた。

### 利点
バックスタッフ（デイビス四分儀）と同様、六分儀は計器に対してではなく水平線に対して相対的に天体を測定することを可能にする。これにより、優れた精度が可能になる。しかし、バックスタッフとは違い、六分儀は星の直接観測が可能である。これは、バックスタッフでは使用が困難な夜間での使用を可能にする。フィルターをつけることで、太陽を直接観測することも可能である。
測定は地平線に対して相対的であるため、測定点は地平線に到達する光線である。従って、測定は機器の角度の精度によって制限されるが、航海用アストロラーベなどの古い機器のようなアリダードの長さによる正弦誤差の制約を受けない。
六分儀は相対的な角度を測定するものであるため、完全に固定した照準を必要としない。例えば、六分儀を動いている船で使用した場合、水平線と天体の両方の像は視野の中で動き回ることになる。しかし、2つの画像の相対位置は安定したままであり、天体が地平線にいつ接触するかを利用者が決定することができる限り、測定の精度は動きの大きさと比較して高いままである。
六分儀は、多くの形態の現代の航海術とは異なり電気に依存しておらず、全地球測位システム（GPS）人工衛星のような人間が制御するものに依存していない。これらの理由から、六分儀は船舶において非常に実用的な航行装置のバックアップと考えられている。21世紀においても、アメリカ海軍は全地球測位システム（GPS）が破壊・妨害されることを想定して、六分儀を使用する訓練を導入している。

### 構成
六分儀の枠は扇形であり、その角度は円の1⁄6（60度）である。「六分儀」という名前はこれに由来する。これより大きい角度や小さい角度の計測器もある。1⁄8（45度）の八分儀、1⁄5（72度）の五分儀、1⁄4（90度）の四分儀（象限儀）である。

航海用六分儀

六分儀を使って地平線上の太陽の高度を測定する

六分儀のフレーム(frame)には、水平鏡(horizon mirror)、動鏡(index mirror)とそれを動かす指標棹(index arm, index bar)、望遠鏡(telescope)、シェードグラス(shade glasses)、目盛り尺が刻まれた弧(arc)、正確な測定のためのマイクロメータドラム(micrometer drum)が付いている。目盛は指標棹の回転角度の2倍になるように付ける必要がある。八分儀、六分儀、五分儀、四分儀の目盛りは、0度からそれぞれ90度、120度、140度、180度までである。例えば、横に表示されている六分儀の目盛りは-10度から142度までであり、基本的には五分儀である。枠は、76度（72度ではなく）の角度を成す扇形である。
目盛りを指標棹の回転角度の2倍にしなければならないのは、（鏡の間の）固定光線、（照準対象物からの）物体光線、および動鏡に垂直な法線の方向の関係を考慮することによって生じる。例えば指標棹が20度動くと、固定光線と法線との間の角度も20度増加する。しかし、入射角は反射角に等しいので、物体光線と法線との間の角度も20度増加する。そのため、固定光線と物体光線との間の角度は40度増加することになる。これは、横の図に示されている例である。
今日、市場に出回っている六分儀の水平鏡には2つの種類がある。どちらでも良い観測結果が得られる。
伝統的な六分儀には、視野を2つに分割する半水平鏡（half-horizon mirror）がついている。片方の視野では水平線が見え、もう一方では天体が見える。このタイプの利点は、水平線と天体のどちらも明るく、できる限り鮮明に見えることである。これは、水平線が見えにくくなる可能性がある夜間や靄（もや）の時に優れている。しかし、天体の下端が地平線に接触するようにするために、天体をスコープの中で動かす必要がある。
全水平線六分儀(whole-horizon sextant)は半透明の水平鏡を使用し、水平線と天体の全景が重なって見える。これにより、天体の下端を水平線に接触させることが容易になる。半透明であるため水平線や天体が少し暗く見えることになるが、観測の対象は大半が太陽や月であり、曇りでなければ靄はめったにないので、半水平鏡の低光量時の利点は実際にはほとんど重要ではない。
どちらのタイプでも、鏡が大きいほど、視野が広くなり天体を見つけやすくなる。19世紀の六分儀では1インチ（約2.5cm）を超える大きな鏡がついた物はほとんどなかったが、現代の六分儀は多くが5cm以上の鏡を持っている。主にこれは、精密平面ミラーの製造コストや銀のコストが低くなったためである。
霧の中、月のない夜、窓越し、木や建物に囲まれているときなど、水平線が見えないときには、人工水平線（artificial horizon）が役に立つ。プロ仕様の六分儀は、水平鏡の代わりに人工水平線を取り付けることができる。人工水平線は通常、液体で満たされたチューブの中に泡が入ったものである。
ほとんどの六分儀は、太陽を見るときや、靄の影響を減少させるためのフィルターを有する。通常、単独または組み合わせて使用することができる段階的に色が濃くなる一連のフィルターの組で構成されている。また、調整可能な偏光フィルターを有する六分儀も製造されており、暗さの程度をフィルターのフレームを回すことで調整できる。
ほとんどの六分儀は1倍から3倍の単眼鏡を搭載している。多くの利用者は、より広くより明るい視野を持ち、夜間に使いやすい単純な照準管を好む。月のない夜に水平線を見るのを助けるために、光を増幅する単眼鏡を搭載する利用者もいる。
プロ仕様の六分儀には、クリックで角度を固定する装置と1分（1/60度）まで読み取るためのワーム調整がついている。ほとんどの六分儀は、0.1分まで読み取るためのワームダイヤルの副尺を持っている。1分の誤差は約1海里であるため、天測航法の可能な限り最高の精度は約0.1海里 (200 m)である。海上では、数海里以内の誤差は視界の範囲内であり、許容範囲内である。高度に熟練した経験豊富な航海者は、約0.25-海里 (460 m)の精度で位置を決定できる。
温度の変化によって弧に歪みが生じ、不正確となる可能性がある。多くの航海者は耐候性のあるケースを購入しており、六分儀をキャビンの外で保管して外気温と平衡するようにしている。標準的なフレーム（図を参照）は、温度変化による角度の差分誤差を均等化するように設計されている。ハンドルは弧やフレームから分離されているので、体温によりフレームが歪むことはない。熱帯で使用する六分儀は日光を反射するために白く塗られており、比較的低温のままに保たれる。高精度の六分儀は、フレームと弧がインバー（特殊な低膨張の鋼）で作られている。多くの科学用の六分儀は、さらに低い膨張率を有する石英やセラミックで構成されている。多くの市販の六分儀は、低膨張の真鍮やアルミニウムを使用している。アルミニウムよりも真鍮の方が膨張が小さいが、アルミニウム製六分儀は軽く、使用しても疲れない。そのため、アルミニウム製六分儀の方が手の震えが少なくなり、より正確であると言う人もいる。中実の真鍮製フレームの六分儀は、強風や激しい波でもその影響を受けにくいが、前述のようにかなり重い。アルミ製のフレームと真鍮製の弧を持つ六分儀も製造されている。
現在は生産されていないが、航空機用の六分儀は特別な機能を持っていた。多くの航空機六分儀は人工水平線を備え、頭上の窓からの観測ができるようになっていた。人工水平線の流体中のランダムな加速を補正するために、1つの照準に対して何百もの測定を行い機械的に平均する装置を備えたものもあった。古い航空機用六分儀には、2つの光の経路があった。普段使うものの他に、開放型の操縦席で使用し、六分儀を膝において上から見ることができるように設計されたものである。より近代的な航空機用六分儀は潜望鏡のようになっており、機体の上にわずかに突起させることができる。このような航空機用六分儀を使用して、ナビゲーターは照準を事前に計算してから、観察された高度と予測された高度の差を確認して、自分の位置を判断した。

### 計測
太陽やその他の恒星、惑星と水平線との間の角度の計測は、六分儀に取り付けられた望遠鏡を使用し、水平線を視認する必要がある。霧の日であっても、海上の船舶では、水面上の低い高さから視界を確保することで、より明確でより良く地平線を視認することができる。ナビゲーターは右手で六分儀のハンドルを握り、指で弧に触れないようにする。
太陽の観測には、グレアを克服し、目が損傷するのを防ぐため、動鏡と水平鏡のそれぞれに、鏡を覆うシェードのようなフィルターを使用する。指標棹をゼロに設定して、望遠鏡を通して太陽の像を捉える。指標棹を開放する（締め付けネジを外すか、最新の機器においてはクイックリリースボタンを使用する）と、太陽の像を水平線のレベルまで下げることができる。水平線が見えるようにするには、水平鏡のシェードを裏返す必要がある。次に、指標棹の端にある微調整ネジを回して、太陽の周辺減光の下端が水平線にちょうど触れるようにする。六分儀を望遠鏡の軸のまわりで回転させて、六分儀が垂直になるようにする。次に、マイクロメータか副尺を利用して、弧の目盛から角度を読み取る。観測を行った正確な時間と、海面からの目の高さも同時に記録する必要がある。
別の方法として、航海表から太陽の現在の高度 （角度）を推定し、次に指標棹を推定した角度に設定し、動鏡にのみ適切なシェードを適用し、六分儀を水平線に直接向け、左右に動かして太陽の光が望遠鏡の中に入るようにする。その後、上と同様に微調整をする。この方法は、恒星や惑星を観測する場合には、成功する可能性は低い。
恒星や惑星による観測は通常、天体と海平線の両方が見える夜明けや夕暮れの航海薄明時に行われる。望遠鏡で天体が単なる点として見えるので、シェードを使用したり天体の下端を区別したりする必要はない。月も観測できるが、月は天球上で非常に速く動き、時間によって大きさが異なって見える。また、月は満ち欠けによって上端や下端が判別できない場合がある。
六分儀による観測の後、いくつかの数学的手順によって現在位置を絞り込む。最も単純な方法は、観測できた天体の等高度円を地球上に描くことである。その円と推測航跡との交差点、または別の観測情報により、より正確な位置がわかる。
六分儀は、視認できるものの角度を非常に正確に測定することができる。例えば、ある天体と他の天体の間、陸上の物標の間などである。六分儀を水平に使用すれば、灯台と教会の尖塔など2つの物標間の見かけの角度を測定できる。これを使用して、2つの物標間の距離を知ることができる。垂直に使用すると、灯台の高さがわかっている場合、その光源と海面との間の角度から灯台までの距離を計算することができる。

### 調整
六分儀は精密なため、ミラーは簡単に調整から外れてしまう。このため、六分儀は頻繁にエラーを確認し、調整する必要がある。
利用者が調整可能な4つのミラーがあり、それは次の順序で調整する必要がある。
垂直エラー
これは、動鏡が六分儀のフレームに対して垂直ではない場合である。これを確認するには、指標棹を弧上の約60度の位置に配置し、六分儀を水平に持って腕の長さだけ離し、動鏡を覗く。正常ならば、六分儀の弧の目盛りが、鏡の中に切れ目なく続くように見えるはずである。エラーがあれば、2つの視野の間で目盛りに切れ目があるように見える。ミラーを調整して、目盛りの切れ目がなくなるようにする。
サイドエラー
これは、水平鏡が装置の平面に対して垂直ではない場合に発生する。これを確認するには、まず指標棹を0にしてから、六分儀を通して星を観測する。次に、反射された像が直視の像の上下を交互に通るように接線ネジを前後に回転させる。ある位置から別の位置に変化する際に、反射像が直視像の上を直接移動していれば、サイドエラーは起きていない。片方の側に渡ってしまった場合はサイドエラーが発生している。星が見えない昼間の場合は、六分儀を横に持ち地平線を観察することでサイドエラーのチェックができる。2本の水平線が見えた場合は、サイドエラーが起きている。水平鏡を調整し、星が1つの画像に結合されるか、2本の水平線が1本に重なるようにする。サイドエラーは一般に観測にとっては重要ではなく、単に観測に不便なだけで無視しても良い。
視準エラー
これは、望遠鏡か単眼鏡が六分儀の平面に平行でないときに発生する。これを確認するには、90度以上離れた2つの星を観測する必要がある。2つの星を視野の左右どちらかに合わせる。六分儀を少し動かして、星が視野の反対側に移動するようにする。もしそれらが分離した場合、視準エラーが発生している。現代の六分儀では調節可能な望遠鏡はほとんど使われないので、視準エラーの調整を行う必要はない。
指標エラー
これは、指標棹が0に設定されているときに、動鏡と水平鏡が互いに平行ではない場合に発生する。指標エラーを確認するには、指標棹を0にして水平線を観測する。水平線の反射像と直視像が一直線上にある場合、指標エラーは起きていない。 一方が他方の上にある場合は、水平線が重なるように動鏡を調整する。夜間であれば星や月を使って確認・調整を行うこともできる。